# Teòfanes (historiador)
Teòfanes (en llatí Theophanes, en grec Θεόφανης fou un historiador romà d'Orient que va florir probablement a la darrera part del segle vi.
Va escriure en deu llibres la història de l'Imperi Oriental (ἱστορικῶν λόγοι δέκα) durant les guerres amb Pèrsia en temps de Justí II entre el 567 i el 581. L'obra no s'ha conservat però Foci I de Constantinoble en fa un resum i diu que l'autor assenyala que va afegir un onzè llibre als deu primers, i l'afegit era una història de Justinià I. A Teòfanes es deu el coneixement de què un persa va portar a Constantinoble "la llavor" (τὸ σπέρμα, els ous) dels cucs de seda i aviat es va poder produir aquest teixit. El seu extracte (Excerpta) fou publicat en grec i llatí a París el 1648.